# John Drummond
Ne doit pas être confondu avec Jon Drummond.
Pour les articles homonymes, voir Drummond.
John Richard Gray Drummond (né le 25 novembre 1934 à Londres et décédé le 6 septembre 2006) était un homme d'affaires britannique, ancien directeur du Festival international d'Édimbourg, de la musique à la BBC et du festival estival des BBC Proms de Londres.